# Gökalp Özekler
Gökalp Özekler (* 30. Januar 1982 in Kiel) ist ein ehemaliger deutsch-türkischer Profiboxer.

## Amateurkarriere
Gökalp Özekler boxte im Mittelgewicht beim AC Einigkeit Elmshorn und stieg 2008 mit SV Motor Babelsberg in die 1. Bundesliga auf, zudem wurde er im gleichen Jahr noch Türkischer Vizemeister in Adana. Insgesamt gewann er 65 von 78 Kämpfen.

## Profikarriere
Zum Jahreswechsel 2009/10 wurde er Profi bei den Hamburger Boxställen Arena Box-Promotion bzw. EC Boxpromotion, sein Trainer wurde Oktay Urkal. Er gewann 10 Kämpfe in Folge und wurde am 9. April 2011 in der Sporthalle Hamburg Internationaler Deutscher Meister (BDB) im Mittelgewicht. 
Am 11. Juni 2011 verlor er in Hamburg-Winterhude beim Kampf um die Europameisterschaft der WBO durch KO in der achten Runde gegen Rafael Bejaran.
Am 18. November 2011 siegte er in Cuxhaven durch TKO in der achten Runde gegen Gogi Knežević und wurde dadurch Mittelmeerraum-Meister des WBC im Mittelgewicht. Diesen Titel verteidigte er im Mai 2012 nach Punkten gegen Mouez Fhima und wurde am 28. September 2012 in Göttingen erneut Internationaler Deutscher Meister (BDB) im Mittelgewicht.
Am 23. August 2013 boxte er in Galați um den Interkontinentalen Meistertitel der WBO und erreichte ein Unentschieden gegen István Szili. Nach sechs folgenden Siegen boxte er am 10. Dezember 2016 in Hameln um die Europameisterschaft der IBF, verlor jedoch durch KO in der achten Runde gegen Robert Talarek.